# Jean-Henri-Ferdinand Lamartelière
Jean-Henri-Ferdinand Lamartelière (né Jean Henri Ferdinand Schwingdenhammer à Ferrette, dans le Haut-Rhin, le 14 juillet 1761 et mort à Paris le 27 avril 1830) est un dramaturge français. On lui doit les premières adaptations et traductions des œuvres de Schiller.

## Théâtre
- Robert, chef de brigands, 1793
- Le Tribunal redoutable, ou la Suite de Robert, chef de brigands, 1793
- Le Testament, ou les Mystères d'Udolphe, 1798
- Les Trois Espiègles, ou les Arts et la Folie, 1798
- Les Francs-juges, ou les Temps de barbarie, 1807
- Menzicoff et Fédor, 1808
- La Partie de campagne, 1810
- Pierre et Paul, ou Une journée de Pierre le Grand, 1814
- Le Prince d'occasion, ou le Comédien de province, 1817
- Gênes sauvée, ou Fiesque et Doria 1824.